# Steve Bizasène
Steve Bizasène est joueur et entraineur de football français né le 24 avril 1970 à Pointe-à-Pitre en Guadeloupe. En février 2006, il obtient le BEES 2e degré. De 2012 à 2015, il fut sélectionneur de l'équipe de Guadeloupe de football.

## Carrière
Joueur
- 1991-1998 :  AS Beauvais
- 1998-2002 :  ES Wasquehal
- 2002-2007 :  US Lesquin

Entraîneur
- 2012-2015 :  Équipe de Guadeloupe de football